# Heinrich Goesch
Heinrich Goesch (* 2. Juli 1880 in Rostock; † 16. Februar 1930 in Konstanz) war ein deutscher Jurist, Architekt, Geschichtsphilosoph und Kulturtheoretiker.

## Leben
Heinrich Goeschs Eltern waren Carl Goesch und Dorothea, geb. Thierfelder. Der Vater war Landgerichtsrat und erhielt später einen Lehrauftrag an der Berliner Universität.
Heinrich machte im Alter von 16 Jahren sein Abitur, wurde 1900 in Göttingen zum Dr. jur. promoviert (Dissertation: Das Ausscheiden eines Gesellschafters aus der Gesellschaft nach dem Bürgerlichen Gesetzbuche) und 1904 in Erlangen zum Dr. phil. (Dissertation: Untersuchungen ueber das Wesen der Geschichte). Für seine Habilitation legte er die Arbeit Über die kritische Logik vor, die jedoch von mehreren Universitäten nicht angenommen wurde. Er wandte sich später der Architektur zu. Seit 1899 war er befreundet mit Rudolf Borchardt. Ein weiterer Freund wurde Leonard Nelson. 1902 schrieb er mit Hermann Kantorowicz unter dem Pseudonym Kuno Zwymann Das Georgesche Gedicht.
Am 28. März 1906 heiratete er in Pankow Gertrud Prengel, eine Cousine der Künstlerin Käthe Kollwitz.

Am 24. Juni 1907 wurde die Tochter Fides geboren.
1909 wurde er Professor an der Dresdner Akademie für Kunstgeschichte.
Im gleichen Jahr zog sein Bruder Paul Goesch bei ihm ein. Die Brüder interessierten sich für Philosophie und visionäre Architektur. Sie entwickelten ein „allgemein befindliches System der Ästhetik mit mathematischen Grundlagen“. Ferner publizierten sie Gedichte. Paul erkrankte und verbrachte jeweils sechs Monate in Sanatorien in Hedemünden und in Tiefenbrunn. Auch Heinrich ließ sich von Otto Gross psychoanalytisch behandeln, wobei sein Interesse für Psychoanalyse erwachte.
Seit dieser Zeit lebte er in zeitweilig Ascona und zu Beginn des Ersten Weltkriegs soll er in Dornach gewohnt haben.
1915 gehörten er und seine Frau zu denjenigen, die „über die Thematisierung von Steiners Verhältnis zu Frauen die Dornacher Krise mit auslösten“.
1917/18 war er mit Bruno Goetz befreundet, mit dem er für Martin Spahns Politisches Kolleg tätig war. Nach 1918 wandte er sich der Volkswirtschaftslehre zu, entwarf eine egalitäre Gesellschaftsform und schrieb zur Veranschaulichung seiner Utopie einen Fortsetzungsroman, der in einer Schweizer Zeitschrift gedruckt wurde.
Danach kehrte er zur Kunst zurück. Um 1920 hatte Karl Groß ihm an der Kunstakademie eine Professur für Architektur ohne Verpflichtungen eingerichtet.
Er begann ein Verhältnis mit Hannah Tillich, der Frau Paul Tillichs, mit der er versuchte, während des Geschlechtsverkehrs Reinkarnationserinnungen zu generieren.
Er starb als Film-Händler.

## Belege
1. ↑  Geburtsregister StA Rostock, Nr. 577/1880
2. ↑  Käthe Kollwitz: Die Tagebücher 1908-1943. Berlin: Siedler, 1999, ISBN 3-442-75543-3, S. 647–649
3. ↑  http://www.ticinarte.ch/index.php/goesch-heinrich.html
4. ↑  Alexander Kissler: „Wo bin ich denn behaust?“: Rudolf Borchardt und die Erfindung des Ichs; S. 113
5. ↑  Heiratsregister StA Pankow, Nr. 41/1906
6. ↑  Geburtsregister StA München I, Nr. 1959/1907
7. ↑  http://www.chelmno.info/paul-goesch-1885-1940/
8. ↑  H. Zander: Anthroposophie in Deutschland; Band 1, S. 1006
9. ↑  Dokumentation zur Dornacher Krise vom Jahre 1915 auf der Website der Freien Verwaltung des Nachlasses von Rudolf Steiner
10. ↑  Eckhard Schulz: Hoerner, Herbert von. In: Neue Deutsche Biographie (NDB). Band 9, Duncker & Humblot, Berlin 1972, ISBN 3-428-00190-7, S. 357 f. (Digitalisat).
11. ↑  Paul Tillich: Ein Lebensbild in Dokumenten: Briefe, Tagebuch-Auszüge, Berichte; S. 177
12. ↑  Zander, Helmut: Geschichte der Seelenwanderung in Europa, Darmstadt 1999, S. 594
13. ↑  Ingolf Max, Werner Stelzner: Logik und Mathematik: Frege-Kolloquium, Jena, 1993, S. 274 (Auszug bei Google Books)

| Personendaten    | Personendaten                                                          |
| ---------------- | ---------------------------------------------------------------------- |
| NAME             | Goesch, Heinrich                                                       |
| KURZBESCHREIBUNG | deutscher Jurist, Architekt, Geschichtsphilosoph und Kulturtheoretiker |
| GEBURTSDATUM     | 2. Juli 1880                                                           |
| GEBURTSORT       | Rostock                                                                |
| STERBEDATUM      | 16. Februar 1930                                                       |
| STERBEORT        | Konstanz                                                               |